# Oerrel
Oerrel è una frazione (Ortsteil) della città di Munster, nel land della Bassa Sassonia, in Germania.

## Storia
Già comune autonomo nel circondario di Soltau, fu soppresso e incorporato a Munster il 1º febbraio 1971.
| Controllo di autorità | VIAF (EN) 304930814 · GND (DE) 1037106679 |